# Negative
Negative – fiński zespół glamrockowy, tworzący w języku angielskim, założony w roku 1997 w Tampere w Finlandii. Do tej pory grupa wydała sześć albumów War of Love, Sweet & Deceitful, Anorectic, Karma Killer ,"God Likes Your Style" oraz "Neon" z 2010 roku. Kontrakt płytowy Negative podpisało w 2002 z Gbfam Records z Tampere. W 2003 podpisali kontrakt z niemieckim Roudrunnerem, a obecnie trwają negocjacje z (również niemieckim) Warner Music. Na drugim albumie, zespół współpracował z fińskim muzykiem Ville Laihiala, z zespołu Sentenced, co można usłyszeć w utworze "Until You Are Mine".

## Skład
- Jonne Aaron Liimatainen (Jonne Aaron) – wokal

- Antti Aatamila (Antti Anathomy) – gitara basowa
- Janne Heimonen (Jay Slammer) – perkusja
- Janne Kokkonen (Mr. Snack) (ur. 15 lipca 1978) – instrumenty klawiszowe
- Hannu Salmi (Hata) – gitara

## EX-członkowie
- Jukka Kristian Mikkonen (Sir Christus) – gitara
- Tuomas Mikael Keskinen (Gary) – gitara
- Lauri Juhani Markkula (Larry Love) – gitara

## Dyskografia
- War of Love (2003)
- Sweet & Deceitful (2004)
- Anorectic (2006)
- Karma Killer (2008)
- God Likes Your Style (2009)
- Neon (2010)

### Single
- The Moment of Our Love (2003)
- After All (2003)
- Still Alive – 200)
- Frozen To Lose It All (2004)
- In My Heaven (2004)
- Dark Side (2005)
- Bright Side (2005)
- My My, Hey Hey (Out of the blue) (2005)
- Planet Of The Sun (2006)
- Sinner's Night / Misty Morning (2006)
- Fading yourself (2007)
- Won't Let Go (2008)
- Giving Up! (2008)
- End of the Line (2010)
- Jealous Sky (2010)
- Believe (2011)

### DVD
- In The Eye Of The Hurricane (2008)